# 圣日耳曼德瓦尔维尔
圣日耳曼-德瓦尔维尔（法語：Saint-Germain-de-Varreville，法語發音：[sɛ̃ ʒɛʁmɛ̃ də vaʁvil]）是法国芒什省的一个市镇，属于瑟堡区。

## 地理
圣日耳曼-德瓦尔维尔（49°26'16"N, 1°15'26"W）面积5.81 平方千米，位于法国诺曼底大区芒什省，该省份为法国西北部沿海省份，西、北、东北三面环大西洋，东起顺时针与卡爾瓦多斯省、奧恩省、马耶讷省和伊勒-维莱讷省接壤。
与圣日耳曼-德瓦尔维尔接壤的市镇（或旧市镇、城区）包括：圣马丹德瓦尔维尔、蒂尔克维尔、圣梅尔埃格利斯。
圣日耳曼-德瓦尔维尔的时区为UTC+01:00、UTC+02:00（夏令时）。

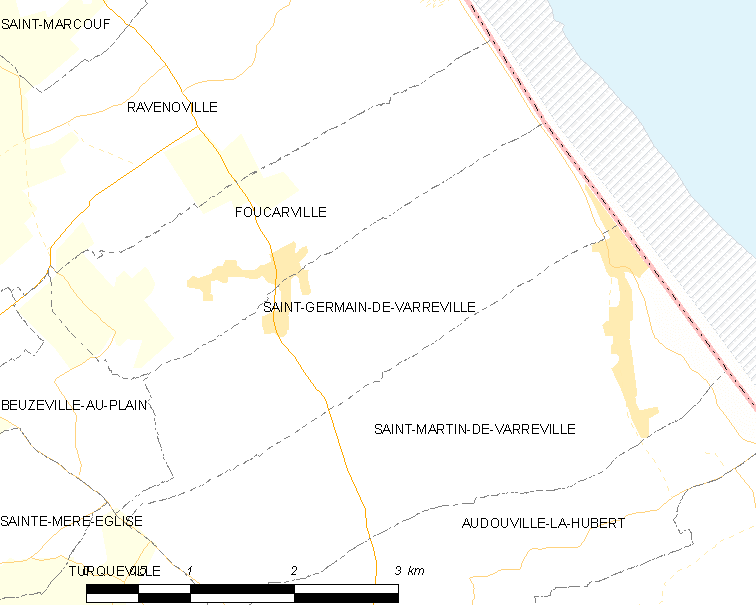
圣日耳曼-德瓦尔维尔的OSM定位图

## 行政
圣日耳曼-德瓦尔维尔的邮政编码为50480，INSEE市镇编码为50479。

## 政治
圣日耳曼-德瓦尔维尔所属的省级选区为卡朗唐莱马赖县。

## 人口

1962-2008年间圣日耳曼-德瓦尔维尔人口变化图示

圣日耳曼-德瓦尔维尔于2022年1月1日时的人口数量为109人。